# Annegret Riffel
Annegret Riffel (* 13. November 1897 in Duisburg; † 1968 ebd.), Pseudonyme: Anne-Gerd Riffel, Annegerd Riffel, und Annegard Riffel war eine deutsche Schauspielerin, Synchron- und Hörspielsprecherin.

## Karriere
Annegret Riffel erhielt ihre Schauspielausbildung in Düsseldorf. Ihre Bühnenkarriere führte sie unter anderem nach Hannover, wo sie bereits in den zwanziger Jahren unter dem Künstlernamen Anne-Gerd Riffel auftrat. Bei den Heidelberger Festspielen 1928 gab sie die Kunigunde in Heinrich von Kleists Das Käthchen von Heilbronn.
Während des Zweiten Weltkrieges arbeitete Annegret Riffel, nun teilweise unter dem Pseudonym Annegard Riffel, als Filmschauspielerin in Berlin. So war sie in zwei Filmen des deutschen Regisseurs Arthur Maria Rabenalt zu sehen: als Sekretärin in Meine Frau Teresa (1942) und als Frau Strohmacher in Liebespremiere (1943). Während dieser Zeit begann sie auch mit der Filmsynchronisation. So synchronisierte sie Marthe Noblet in der Rolle der Clary Monthal in Kinder vor der Ehe (1941; dt. 1942) und Marthe Dossin als Tania Fédor in Das unheimliche Haus (1941; dt. 1943). Die Synchronisationen entstanden bei der Continental Film, Paris.
Annegret Riffel besaß eine private Kunstsammlung. Zu dieser Sammlung gehörte das Bildnis eines Mannes aus dem 17. Jahrhundert, das Anthonis van Dyck gemalt haben soll und dessen Motiv, Herkunft und Besitzerin das Bürgerhaus Hilden unter dem Titel Ist mein Rubens ein Van Dyck? – Eine Bildgeschichte 2023 eine Ausstellung widmete.
In den fünfziger Jahren war Annegret Riffel als Hörspielsprecherin für den Westdeutschen Rundfunk Köln tätig.
Spätestens seit 1965 lebte die Schauspielerin wieder in Duisburg, wo sie drei Jahre später verstarb.

## Hörspiele (Auswahl)
- 1954: Alan Stewart Paton: Aber das Wort sagte ich nicht (Dame) – Regie: Ludwig Cremer (Hörspielbearbeitung – SWF)

## Filmografie (Auswahl)
- 1943: Liebespremiere